# 7-甲基鸟苷
7-甲基鸟苷（英語：7-Methylguanosine）是一种被修饰的嘌呤核碱基。它是一种被甲基化的鸟苷，并且当它存在于人类尿液之中时，它可能被作为某种癌症的生物标记。